# Laëtitia Clément
Laëtitia Clément est une actrice française, née le 13 septembre 1999 à Aix-en-Provence.

## Biographie

### Jeunesse et formation
En 2016, Laëtitia Clément âgée de seize ans, poursuit ses études en première ST2S au lycée Saint-Vincent-de-Paul à Nîmes.

### Carrière
En 2016, la réalisatrice Elsa Diringer repère Laëtitia Clément, grâce à Elsa Pharaon directrice de "casting sauvage" au lycée Saint-Vincent-de-Paul de Nîmes, pour interpréter le rôle principal dans son premier long métrage Luna (2017). Elle l'a choisie parce qu’elle a « la voix du sud, une vraie aisance devant la caméra et un vrai talent » alors qu'elle n’a jamais suvi de cours de théâtre.
En 2019, elle apparaît dans le rôle d'Anna dans le court métrage Mauvais Œil de Colia Vranici.
En février 2020, on annonce qu'elle sera aux côtés de Sophie Marceau et André Dussollier dans le film dramatique Tout s'est bien passé du réalisateur-scénariste François Ozon, adaptation du roman éponyme d'Emmanuèle Bernheim,.

## Filmographie

### Cinéma

#### Longs métrages
- 2017 : Luna d'Elsa Diringer : Luna
- 2021 : Tout s'est bien passé de François Ozon : l'infirmière
- 2022 : Placés de Nessim Chikhaoui[7] : Julie
- 2022 : L'innocent de Louis Garrel : l'infirmière
- 2024 : La Pampa d'Antoine Chevrollier : Olivia
- 2025 : Coutures d'Alice Winocour : l'interne en médecine

#### Court métrage
- 2019 : Mauvais Œil[8] de Colia Vranici[9] : Anna

### Télévision

#### Série télévisée
- 2022 : Liaison : Nathalie

### Clips
- 2019 : Clip des révélations des César 2019[10] réalisé par Yann Gonzalez

### Émissions télévisées
- 2018 : Invitation sur le plateau de Quotidien l'émission de Yann Barthès[11]

## Distinctions

### Récompenses
- Festival du film de Cabourg 2018 : Prix Premiers rendez-vous[12]
- Festival du premier film francophone de La Ciotat 2018 : Prix d'interprétation féminine dans Luna[13]
- Participation aux Révélations Césars 2019[14]